# Pitkäranta
Pitkäranta (ryska: Питкяранта (Pitkjaranta), finska: Pitkäranta, karelska: Pitkyrandu) är en stad i Karelska republiken i Ryssland. Folkmängden uppgår till cirka 11 000 invånare.
Staden har vuxit fram som en gruvort. Fyndigheterna som innehåller koppar, järn, zink och tenn började bearbetas på 1830-talet, gruvan lades ned 1904.

## Stadsdelar
- Koirinoja
- Pitkäranta (Peräkylä, Petäjäkylä, Rannankylä, Riseys, Tehdas)
- Uuksu
- Yläristioja

## Vänorter
- Kuopio, Finland
- Paldamo, Finland (sedan 1989)
- Vaala, Finland (sedan 1989)
- Vuolijoki, Finland (sedan 1989)